# Glypta femorator
Glypta femorator là một loài tò vò trong họ Ichneumonidae.